# Gyulaháza
Gyulaháza là một thị trấn thuộc hạt Szabolcs-Szatmár-Bereg, Hungary. Thị trấn này có diện tích 22,09 km², dân số năm 2010 là 1925 người, mật độ 87 người/km².